# Lorenzo Álvarez Florentín
Lorenzo Álvarez Florentín, el violín romántico de Asunción, nació el día 10 de agosto de 1926, en San Cosme y Damián, un lugar histórico por sus reducciones jesuíticas, enclavada en el Departamento de Itapúa, a pocos kilómetros de la capital departamental, Encarnación, Paraguay. Falleció el 9 de julio de 2014 con 87 años de edad, en Asunción, Paraguay.
“Alma y Violín”, “Silbido Nocturno”, “Adelante Albirroja Adelante”, la canción más difundida dedicada a la  selección paraguaya de fútbol, varios poemas sinfónicos y más de sesenta años de guerra artística jalonan la vida de este notable autor, compositor, director e intérprete del violín, quien además de haber adquirido una gran preparación en el campo de la música optó por el título de licenciado en periodismo de la Universidad Nacional de Asunción.
Sus padres fueron Don Turiano Álvarez y Doña Ramona Florentín.

## Infancia y juventud
Sus padres quienes fueron testigos de las inclinaciones hacia la música que tenía Lorenzo, aún niño, ya que en forma autodidacta, a los 8 años, había aprendido a ejecutar el violín que "él mismo había fabricado como un hábil luthier". Este instrumento acompañó de ahí en más, hasta hoy, ya que lo ejecutó por poco más de 70 años.

## Primeros Pasos
Revolucionó el ambiente de las fiestas bailables, a principios de la década del 60, al formar Lorenzo Álvarez y su "Orquesta de Ritmos Internacionales", que innovó el repertorio al crear las selecciones de polcas e incluyendo éxitos de ritmos foráneos, con lo que logró imprimir un toque vibrante y emotivo a sus exitosas presentaciones a lo largo y ancho del país, por más de una década.
Una vez decidió que quería ser músico, ya que la música era su gran pasión, y conociendo sus habilidades para la ejecución del violín, un instrumento que requiere gran virtuosismo para su ejecución y que él había aprendido a ejecutar desde muy pequeño.
Se trasladó a los 11 años a la capital del departamento, Encarnación, para comenzar sus estudios musicales en un ambiente cultural importante que le permitiera estar al amparo de profesores que lo guíen por el camino de la superación a través del conocimientos.
Los hermanos Molinas fueron quienes dieron el primer impulso en el campo de los estudios musicales y precisamente con ellos, quienes integraban una orquesta formada y dirigida por los mismos, se estrena como músico, ya que pasó a ser uno de los integrantes, dando de esa manera sus primeros pasos en la carrera como músico profesional.

## Trayectoria
Un poco más de una década permaneció en la región que lo vio nacer.
En el año 1950, se trasladó a Asunción para enfrentar el gran desafío de intentar conquistar ese mercado, sumando su talento como intérprete del violín, quizás en alguna orquesta que requiera sus habilidades mientras perfeccionaba sus estudios ya en estamentos superiores y con profesores más reconocidos y renombrados. 
En el año 1952, su fama de gran ejecutante del violín había trascendido a los círculos donde triunfaban los músicos profesionales y fue Leonardo Alarcón, autor de “Akói Rohayhu”, un extraordinario músico y compositor, integrante como trompetista de la Banda de Músicos de la Policía de la Capital, exalumno de Salvador Déntice, y que aquel año había formado una gran Orquesta Típica que lleva su nombre, lo invitó a ser uno de los integrantes y el joven Lorenzo Álvarez tuvo la oportunidad de codearse, a partir de entonces, con los verdaderos exponentes del quehacer artístico musical, en el ámbito profesional.

## Nuevos rumbos
Luego de dedicarse a la actividad de intérprete del violín, por varias décadas, integrando consagradas agrupaciones y posteriormente dirigiendo sus propias orquestas, abandonó dicha práctica en el año 1970, para dedicarse exclusivamente a profundizar sus estudios de violín y ampliar sus conocimientos sobre armonía y composición, permaneció como instrumentista en la Orquesta Sinfónica de la Ciudad de Asunción (OSCA), la cual integró desde su fundación, en el año 1957, hasta el año de su retiro, en 1992.

## Más conocimientos
Entre sus prioridades figuraba su perfeccionamientos en la interpretación del violín y estudios de teoría y solfeo, y fue Alfredo Kamprad quien tuvo como alumno en la Escuela Normal de Música, donde en el año 1955 accedió al título del profesor superior de violín, con mención especial, luego de la prueba final consistente en su concierto para dicho instrumento, ofrecido en el teatro municipal.
Allí le cupo interpretar la obra Rapsodia Húngara, de Gubert.
Con Rodolfo Bagnati estudió teoría y solfeo, armonía con Juan Carlos Moreno González y año más tarde completo su preparación estudiando composición con el maestro Florentín Giménez 
Luego de permanecer un año en la agrupación típica formada y dirigida por el maestro Leonardo Alarcón, dio un importante paso en su carrera, ya que el renombrado compositor y director de orquesta Florentín Giménez lo invitó a integrar como primer violín su agrupación, la cual, a mediados de los cincuenta, gozaba de una fama difícil de igualar, ya que al crear y dirigir la famosa orquesta “Florentín Giménez y su Típica y Moderna” integrada por 14 miembros, todas conocidas figuras de la músicas como Oscar Escobar, Carlos Centurión, Juan Carlos Miranda, Jorge Alonso, entre otros, acaparaba los contratos para presentarse en los eventos sociales más importantes realizados en todo el territorio de la República del Paraguay

## Sus obras
Entre sus más consagradas obras figuran: “Alma y Violín”, un kyre`y cuya interpretación requiere gran habilidad en la ejecución del violín, “Silbido Nocturno”, “dulce melodía”, Cirilo R. Zayas, Primer Premio en el Concurso de Composición organizado por la Municipalidad de Asunción en el año 1959. También son de su autoría “madrecita mía”, “Che haitéma lo mitâ”, “purahéi”, las creaciones, “Gustaví”, “Mirtha Elizabeth”, “Luisito”, “Maria Victoria”y “Gladys Sunilda”, todas con Rudi Torga, dedicado a su hijos, además de los poemas sinfónicos: “Jasy Retâ”, “Marinero en Alta Mar”, “Malecón del Puerto”, “Viaje al Horizonte”, entre otras mi pequeña madre.
Cuando tenía 78 años cumplidos, seguía desarrollando una intensa actividad dentro del campo de la música; en ese entonces ostentaba la Batuta de la orquesta Folclórica José Asunción Flores, del Conservatorio Nacional de música, con la cual realiza presentaciones en Buenos Aires. En esta institución ejercía la enseñanza del violín, además realizaba presentaciones especiales, ya sea con su hijo Luís, con Juan Cancio Barreto (Requintista Paraguayo) o Berta Rojas (Guitarrista clásica paraguaya), y grabaciones de materiales que quedarán como testimonio de la carrera artística de este extraordinario intérprete, compositor, y director, que con sus obras ha aportado su grano de arena para el enriquecimiento de la música popular paraguaya.